# Caridina formosae
Caridina formosae е вид десетоного от семейство Atyidae. Видът е почти застрашен от изчезване.

## Разпространение и местообитание
Разпространен е в Провинции в КНР и Тайван.
Обитава сладководни басейни и реки.